# Тетраметилпиразин
Тетраметилпиразин, также известный как лигустразин, представляет собой химическое соединение, которое было идентифицировано в Ligusticum wallichii, одной из трав, широко используемой с древних времен и до сих пор в традиционной китайской медицине. Это соединение также содержится в Хвойнике китайском, а также в Натто и в ферментированных какао-бобах.
Тетраметилпиразин обладая многосторонним терапевтическим действием (в частности антиоксидантным, противовоспалительным, антиапоптозным, а также способностью защищать кровеносные сосуды, улучшать коронарный кровоток  и метаболизм миокарда), давно уже используется для лечения сердечно-сосудистых и воспалительных заболеваний
Помимо этого  он действует как нейропротектор,  противовоспалительное, а также омолаживающее